# Encausse
Encausse är en kommun i departementet Gers i regionen Occitanien i sydvästra Frankrike. Kommunen ligger i kantonen Cologne som tillhör arrondissementet Auch. År 2022 hade Encausse 444 invånare.

## Befolkningsutveckling
Antalet invånare i kommunen Encausse
Referens:INSEE